# Philipp Josef Pick
Philipp Josef Pick (Nové Město nad Metují, 14 ottobre 1834 – Praga, 3 giugno 1910) è stato un dermatologo austriaco.

## Biografia
Studiò medicina presso l'Università di Vienna come allievo di Josef Hyrtl e Carl von Rokitansky. Conseguì il dottorato nel 1860 e fu assistente di Joseph Skoda, Carl Ludwig Sigmund e Ferdinand Ritter von Hebra a Vienna. Nel 1867 conseguì la sua abilitazione presso l'Università di Praga, diventando un professore associato sei anni dopo. Dal 1896 al 1906 fu professore ordinario di dermatologia presso l'Università di Praga.
Fu il primo a descrivere l'infezione batterica Trichomycosis palmellina, e indipendentemente da Heinrich Köbner (e poco dopo), scoprì Trichophyton tonsurans in eczema marginatum. Contribuì anche nella sua ricerca del mollusco contagioso, orticaria pigmentosa, eritromelalgia e acne miliaris necrotica. Con il dermatologo tedesco Karl Herxheimer, viene chiamata l'omonima "malattia Pick-Herxheimer", un disturbo noto anche come acrodermatite cronica atrofica.
Nel 1869, con Heinrich Auspitz, fondò il giornale "Archiv für Dermatologie und Syphilis", successivamente conosciuto come "Vierteljahresschrift für Dermatologie und Syphilis". Nel 1889, con Albert Neisser, fondò la "Deutschen Dermatologischen Gesellschaft". Nel 1888 diventò membro onorario dell'American Dermatological Association.